# Acetil-fluorid
Az acetil-fluorid a savhalogenidek közé tartozó szerves vegyület, képlete C2H3FO.

## Szintézise
Az acetil-fluoridot ecetsav-anhidrid és hidrogén-fluorid reakciójával állítják elő, melléktermékként ecetsav keletkezik.
HF + (CH3CO)2O → CH3CO2H + CH3COF
A légkörben a freonhelyettesítő 1,1-difluoretán és fluoretán hidroxilgyök katalizálta bomlása során is részben acetil-fluorid keletkezik.

## Fordítás
Ez a szócikk részben vagy egészben  az   Acetyl fluoride című angol Wikipédia-szócikk ezen változatának fordításán alapul.  Az eredeti cikk szerkesztőit annak laptörténete sorolja fel. Ez a jelzés csupán a megfogalmazás eredetét és a szerzői jogokat jelzi, nem szolgál a cikkben szereplő információk forrásmegjelöléseként.